# سیارک ۱۲۲۲۱
سیارک ۱۲۲۲۱ (به انگلیسی: 12221 Ogatakoan، نامگذاری:1982VS2) دوازده هزار و دویست و بیست و یکمین سیارک کشف شده‌است که در ۱۴ نوامبر ۱۹۸۲ کشف شد.
قدر مطلق سیارک برابر ۲۴٫۵ است.